# Микангий

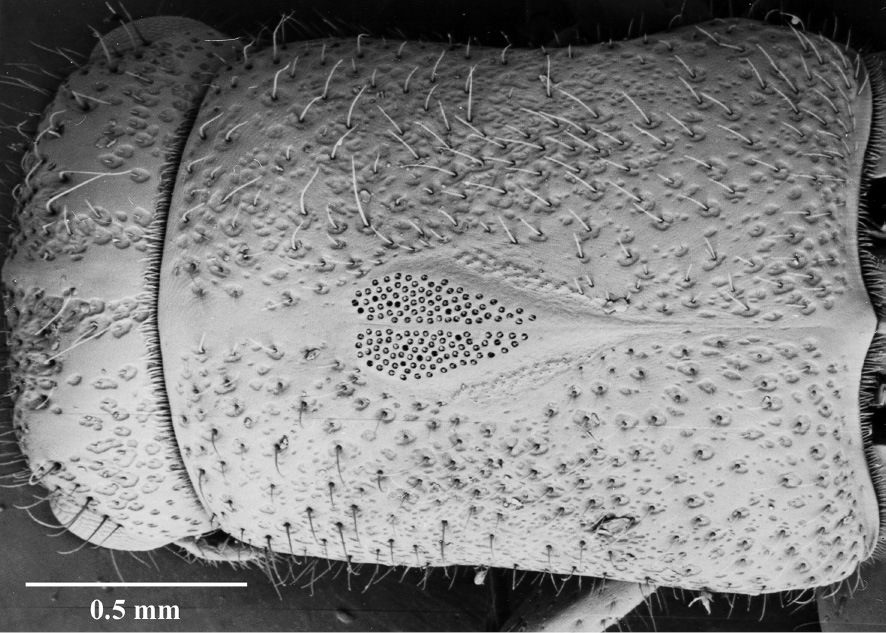
Микангий на спинке жука Astroplatypus incompertus. На этой микрофотографии хорошо видны многочисленные отверстия, через которые происходит засевание ходов в древесине грибковыми спорами.

Микангий — наружный орган на теле членистоногих для сохранения и распространения спор и гифов грибов (аскомикотовых), питающихся за счет растительных субстратов. Чаще всего микангий имеют самки насекомых, личинки которых обитают в ослабленной и/или разлагающейся древесине. Среди них немало мицетофагов, для которых грибы и споры являются едой. Насекомые других пищевых групп, благодаря грибам, ускоряют разложение древесины до съедобного для насекомых состояния и ослабляют защитные свойства растения. Взаимоотношения между грибом и этими насекомыми являются примером мутуализма. Микангии имеют также некоторые клещи.

## История
Впервые этот орган описан в 1928 году. Впоследствии он получил название «микангий» — от греческих слов μύκης (mykes, mukos) «гриб» и (angéion) — «сосуд, помещение».

## Строение и функционирование
У рогохвостов пара микангиев имеет вид мешочков на вершине яйцеклада. Когда самка втыкает его в отверстие на стволе дерева, чтобы отложить яйцо, она впрыскивает в отверстие грибковые споры из микангиев и порцию слизи из особых желез. Подобным образом заражают древесину и жуки сверляки. У них микангии связаны с вытянутой вершиной брюшка. При отложении яйца оно двигается к наружному отверстию и, проходя мимо микангиев, покрывается слоем грибковых спор. У жуков трубкокрутов микангии расположены на нижней стороне тела, между последним члеником груди и первым члеником брюшка. Самка откладывает яйцо, погрузив заднюю часть тела внутрь листа, который свёртывает пакетиком. С брюшка на внутренние стенки листа попадают споры.
У жуков-рогачей личинка перед окукливанием опорожняет кишечник, и поэтому стенки камеры насыщены грибковыми спорами. Когда самка выйдет из куколки, она выворачивает микангии и они получают запас спор со стенок. Позже, откладывая яйца, она передает им часть этого запаса. У жуков из трибы Scolitini два микангия расположены по обе стороны головы, позади глаз. Это небольшие бугорки с крохотными отверстиями. Обычно они покрыты волосками, которые помогают распылять высыпающиеся из микангия споры по стенкам тесного хода, где живёт жук. У некоторых видов микангии едва заметны, рудиментарны, — это виды, проникающие в чужие ходы, убивающие их «хозяев» и выводящие собственное потомство на готовых колониях грибов.

## Роль бактерий
Иногда в микангиях находят живых бактерий и, по крайней мере, для одного случая их роль установлена. У жука — соснового лубоеда Dendroctonus frontalis в микангиях обитают не только три вида грибов, но и актинобактерии. Они выделяют антибиотическое вещество микангимицин, которое угнетает рост гриба Ophiostoma. Этот гриб непригоден для питания личинок лубоеда и на его грибных «плантациях» является «сорняком».